# Michelle Bachmann
Michelle Bachmann (* 25. Oktober 2005 in Berlin) ist eine deutsche Volleyballspielerin.

## Karriere
Bachmann begann ihre Karriere 2018 bei der SG Rotation Prenzlauer Berg. 2020 kam sie zur Nachwuchsmannschaft VC Olympia Berlin. Mit dem VCO spielte sie von 2021 bis 2024 in der zweiten Liga Nord. 2024 wurde die Außenangreiferin vom Erstligisten SC Potsdam verpflichtet.